# Secretario de Estado para la Salida de la Unión Europea
El Secretario de Estado para la Salida de la Unión Europea (en inglés: Secretary of State for Exiting the European Union), o informalmente el Secretario del Brexit, es el Secretario de Estado responsable de la salida del Reino Unido de la Unión Europea. El secretario supervisó las negociaciones de retirada tras el referéndum sobre la permanencia del Reino Unido en la Unión Europea, en el que una mayoría votó a favor de salir del organismo. El titular es miembro del gabinete del Reino Unido.

## Historia
El cargo fue creado al principio del gobierno de Theresa May, quien ordenó a los funcionarios públicos que buscaran un edificio para albergar un nuevo Ministerio para la Salida de la Unión Europea, encabezado por el Secretario de Estado. La sede del Departamento de Energía y Cambio Climático (DECC) en Whitehall Place, que debe ser desocupado una vez que el DECC fue integrado en el nuevo Departamento de Negocios, Energía y Estrategia Industrial, es visto como un sitio potencial para el ministerio.
El titular inaugural fue David Davis, un euroescéptico de largo plazo que hizo campaña para la salida del Reino Unido de la UE. Davis es un expresidente del Partido Conservador que sirvió en el gobierno de John Major como Ministro de Estado para Europa (1994-97) y en el gabinete en la sombra de David Cameron como Secretario de Hogar.

## Titulares
| Nombre | Nombre          | Período                 | Período                 | Partido político | Primer ministro | Primer ministro           |
| ------ | --------------- | ----------------------- | ----------------------- | ---------------- | --------------- | ------------------------- |
|        | David Davis     | 13 de julio de 2016     | 9 de julio de 2018      | Conservador      |                 | Theresa May               |
|        | Dominic Raab    | 9 de julio de 2018      | 15 de noviembre de 2018 | Conservador      |                 | Theresa May               |
|        | Stephen Barclay | 15 de noviembre de 2018 |                         | Conservador      |                 | Theresa May/Boris Johnson |

| Leyenda |  | Conservador |